# 小鷹狩元凱
小鷹狩 元凱（こたかり もとよし）は明治時代の軍人、政治家、郷土史家。号は預園、後に弘洲。旧広島藩士。維新後陸軍に出仕して徴兵事務に携わり、大尉まで進むも、薩長による藩閥に反発して立憲改進党に入党し、自由民権運動に携わった。帝国議会開設後、度々衆議院議員総選挙に出馬するも苦戦し、一期務めたのみで引退、晩年は芸備協会での育英事業に専念し、また広島の藩政時代等についての事跡を書き残した。

## 生涯

### 生い立ち
弘化3年3月8日（1846年）、安芸国広島城下白島九軒町に広島藩士・山下平八郎の五男として生まれた。
安政2年（1855年）3月15日登島養介に書道、9月23日植田兼山に『論語』、安政3年（1856年）11月3日平木順次郎に漢籍、安政6年（1859年）2月8日石井翼山に書道、3月関留之介に剣術を学んだ。万延元年（1860年）広島藩校学問所（現：修道中学校・高等学校）で梅園介庵、山田十竹に漢籍を学んだ。

### 広島藩出仕
慶応元年（1865年）藩校学問所（現：修道中学校・高等学校）句読師となった。藩主浅野長勲が学問所に国学者野々口隆正を招き、『古事記』講義を行った際、その筆記を命じられた。
慶応3年（1867年）9月、湯川貫一と共に仏護寺に同仇隊を結成し、学問所副奉行塚本小八郎を隊長に迎えた。慶応3年（1867年）10月15日藩主護衛のため上京を命じられ、京都では兵部卿山階宮晃親王の下で兵部省権判事を務め、明治元年（1868年）2月堺事件の事後処理に随行しフランス軍艦に乗船するなどし、明治元年（1868年）4月17日帰藩した。
明治4年（1871年）学問所助教となり、明治4年（1871年）冬、山田十竹が広島最初の新聞『日注雑記』を発刊すると、木原章六等とこれを助け、明治5年（1872年）12月10日広島県新聞局に就職した。

### 陸軍出仕

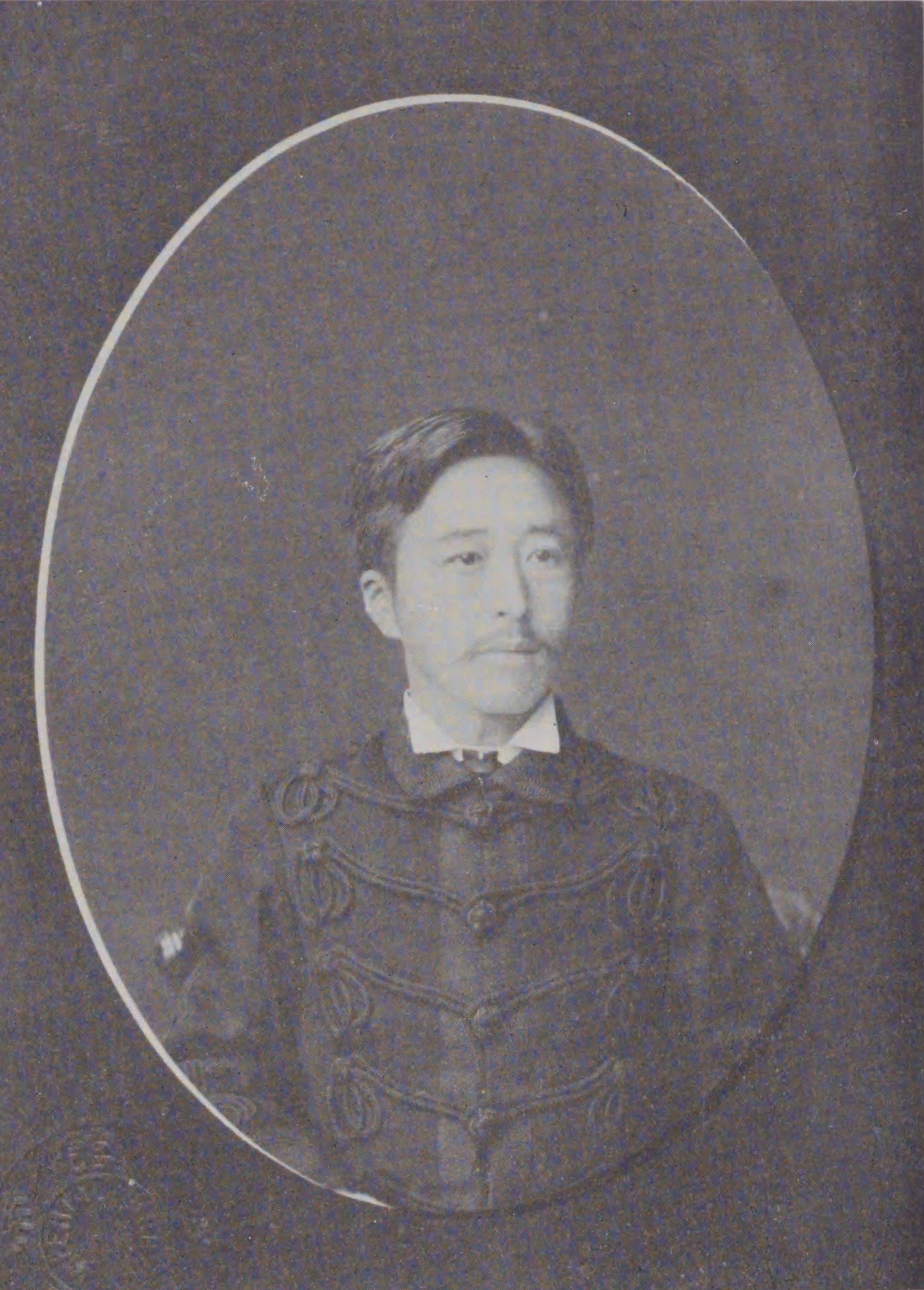
陸軍大尉時

明治6年（1873年）2月25日陸軍歩兵少尉として東京鎮台出仕を命じられ、4月11日上京し、徴兵事務に携わった。第五師団長野津道貫の信任を得て、明治8年（1875年）8月10日中尉、明治12年（1879年）3月28日大尉に昇った。
しかし、薩長藩閥による旧広島藩士の冷遇に不満を募らせ、明治14年（1881年）明治十四年の政変に感化されて藤田高之、野村文夫、米田精、呉文聡等と下野を決意し、12月22日退役、麹町区隼町の住居を売却し、借家生活に入った。

### 政治活動
明治13年（1880年）8月23日、広島県出身者9名で興芸社を創立し、資金を出し合って県出身の学生に奨学金を貸与した。後に興芸東社となり、幹事、文書及会計係、専務理事を歴任した。
明治15年（1882年）1月23日藤田高之、米田精と共に帰郷し、4月16日立憲改進党に入党、実際事務及会計、常置委員、事務員等を担当しながら、東京と広島を頻繁に往復し、演説活動を行った。
明治20年（1887年）2月、新聞で山陽鉄道による神戸馬関間の敷設計画を知り、上京中の広島県知事千田貞暁に対し、広島県区間は広島県の人間で敷設することを主張、事業を嘱託されて芸備鉄道の設立を計画したが、最終的に、沿線各県から発起人を出し、山陽鉄道の株を分け持つこととなった。明治21年（1888年）、県が事業中の宇品港埋立地について、財政難のため他県の民間人へ売却する話を聞き、知事に広島区への売却を提案し、採用された。
明治25年（1892年）春、第2回衆議院議員総選挙における政府の選挙干渉の影響で、集会及正社法違反として取調を受けたが、証拠不十分で免訴となった。
明治25年（1892年）広島県第二区選出の衆議院議員八田謹二郎辞職に伴い、補欠選挙に出馬するも12月13日落選、明治27年（1894年）3月3日第3回衆議院議員総選挙にも落選したが、9月1日第4回衆議院議員総選挙臨時総選挙に当選した。なお、続いて開かれた第7回帝国議会は日清戦争のため広島臨時仮議事堂で行われた。明治30年（1897年）11月8日水産調査会臨時委員。明治30年（1897年）12月25日の衆議院解散後、第5回衆議院議員総選挙に落選し、政界引退を決意した。

### 政界引退後
明治31年（1898年）10月22日から明治32年（1899年）10月まで日本赤十字社東京支部主事を務めた。明治33年（1900年）3月28日から5月1日まで潤筆料を求めて長野県南佐久郡を旅したが、出費が嵩み赤字となった。明治34年（1901年）2月から明治41年（1908年）7月まで東京専門学校の大学認定のための基金募集委員を務めた。
明治36年（1903年）4月、興芸社の後身芸備協会において専務理事、大正9年（1920年）6月20日理事長となり、大正10年（1921年）4月辞職し、名誉理事に就任した。大正11年（1922年）3月9日柏会理事。大正11年（1922年）6月30日浅野長勲に事跡編纂を嘱託され、昭和6年（1931年）『坤山公八十八年事蹟』を刊行した。
昭和7年（1932年）5月、借家生活を終えて上北沢に新居を構えたが、昭和8年（1933年）8月上旬病気に罹り、昭和9年（1934年）1月18日死去した。

## 改名
- 弘化3年（1846年） 山下捨槌 - 父が42歳の厄年だったことによる命名で[2]、友人からは山下の捨さんと呼ばれた[9]。
- 安政6年（1859年）2月15日 山下千之丞
- 文久2年（1862年）7月6日 高間千之丞[3]
- 慶応元年（1865年）8月17日 山下千之丞
- 明治2年（1869年）5月24日 小鷹狩千之丞
- 明治5年（1872年） 小鷹狩如一[3]
- 明治6年（1873年）7月 小鷹狩元凱[3]

## 著書
- 『坤山公八十八年事蹟』
  - 『坤山公八十八年事蹟 乾』 - 国立国会図書館デジタルコレクション
  - 『坤山公八十八年事蹟 坤』 - 国立国会図書館デジタルコレクション
- 『元凱十著』 - 国立国会図書館デジタルコレクション
  - 「芸藩三十三年録」
  - 「広島蒙求」
  - 「広島蒙求次編」
  - 「芸藩学問所記事一片」
  - 「芸備協会略志」
  - 「弘洲雨屋虫干集」
  - 「弘洲雨屋虫干集外篇」
  - 「広島雑多集」
  - 「自慢白島年中行事」
  - 「梅月遺影」

## 人物
幼少時、体格が劣っていたために、戦争ごっこでは常に泣かされる立場だったが、記憶力に優れていたため、藩政を真似る御用事という遊びでは、藩の官職の知識を活かして活躍した。陸軍時代、「日備提要」を丸暗記して徴兵事務に臨んだため、「日備提要」と渾名された。
軍人時代に正七位に叙されたが、その後官では不遇の道を辿ったため、無位無官にこだわるようになり、親友佐藤正が元凱の藍綬褒章受章を政府に働きかけようとし、これを断ったところ大喧嘩となった。
将棋、囲碁を嗜み、小野五平名人より二段の口約を得るも、免状を受け取ることはなかった。昭和7年（1932年）晩春、上野韻松亭で手島益雄に宮松関三郎七段との対局を促され、一枚半落ちで勝利し、関根金次郎名人より初段の免状を送られたが、これを返上した。

## 親族

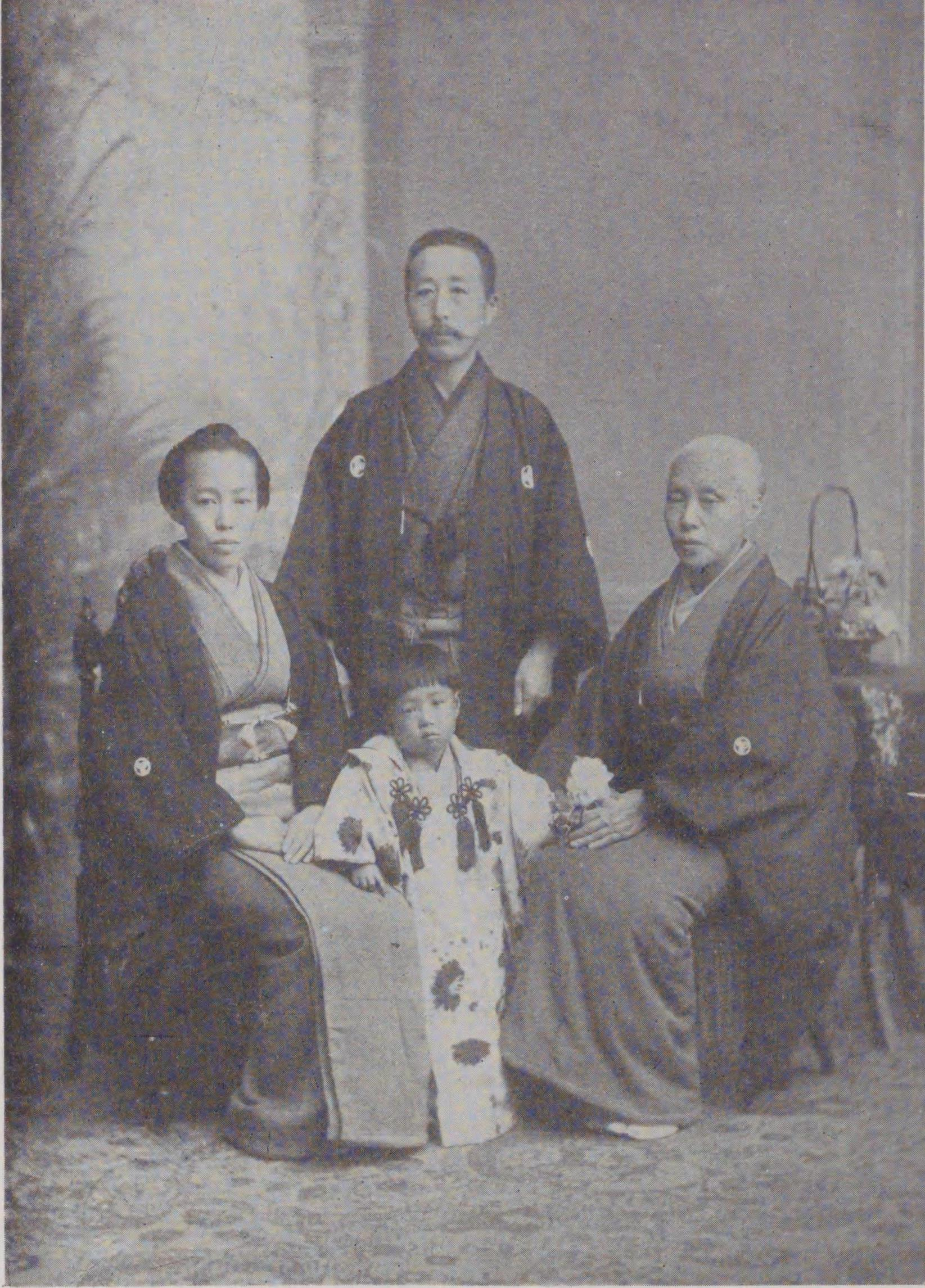
小鷹狩元凱と母、妻、孫娘

元凱は広島藩士山下平八郎弘毅（後山下梅鶴）と、同藩士平田千太郎氏之女勇子との間に、五男三女の五男として生まれたが、長兄亀太郎、 四男兵之助は夭折し、藩には三男として届け出た。次兄豊穂が山下家を継ぎ、三男猪三郎は20歳で死去した。
文久2年（1862年）7月6日高間権兵衛の婿養子となったが、庭の手入れ等を強制される等のことで度々衝突し、養母に仲裁されていたところ、その養母が急死したため、慶応元年（1865年）8月17日離縁した。
次いで、明治2年（1869年）5月24日小鷹狩介之丞正作の養子となり、10月2日一人娘喜代と結婚した。喜代は嘉永7年（1854年）3月2日広島松原に正作の次女として生まれ、幼名李花、東京移住後に清の字を当て、清子と称した。明治6年（1873年）3月20日正作より家督を譲られた。妻清子は子宮筋腫や座骨神経痛に悩まされながら、外国人に毛糸を学び、家の困窮時には内職をして家計を支えた。晩年動脈硬化症、萎縮腎を患い、昭和2年（1927年）3月10日死去した。
明治3年（1870年）12月4日長女通（みち）が生まれるも、明治5年（1872年）6月10日病没したため、実兄山下豊穂の男女二子を養子に迎えた。